# Motorzyny (SIMC 0643034)
Motorzyny – osada leśna w Polsce, położona w województwie mazowieckim, w powiecie zwoleńskim, w gminie Zwoleń.
Miejscowość wchodzi w skład sołectwa Koszary.
W latach 1975–1998 miejscowość administracyjnie należała do województwa radomskiego.

## Osady leśne o nazwie Motorzyny w gminie Zwoleń
W gminie Zwoleń istnieją dwie miejscowości podstawowe typu osada leśna o nazwie Motorzyny. Niniejszy artykuł dotyczy osady leśnej, która posiada identyfikator SIMC 0643034. Drugą z nich jest osada leśna Motorzyny, która posiada identyfikator SIMC 0643040.